# Lubrificação da bala
Lubrificação da bala, em terminologia de armas de fogo, é a designação de um processo (artesanal ou industrial), necessário para que algumas balas tenham o comportamento de balística interna esperado.
A lubrificação da bala é especialmente necessária para balas de chumbo, pois elas perdem material quando disparadas devido ao atrito dentro do cano, principalmente quando os canos são estriados. Isso faz com que o interior do cano fique "chumbado", e portanto, ocorre uma redução na precisão do tiro. As balas, principalmente as de chumbo, devem portanto, ser lubrificadas.

## Características e histórico

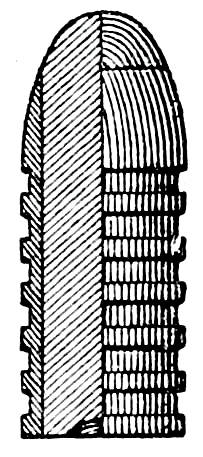
Ilustração em corte de uma "bala de artilharia" e seus sulcos de lubrificação (1914).

Na época do fecho de mecha e da pederneira, as balas de chumbo fundidas usadas em todas as operações militares e de caça não usavam lubrificação. As "musketballs", usadas como a denominação indica em mosquetes eram simples esferas de chumbo, portanto não havia onde "prender" a substância lubrificante.
A bucha servia a esse propósito, envolvendo a bala, facilitando sua inserção durante a recarga e a sua saída quando o disparo era efetuado, além de evitar deformações e abrasão, limitando assim a incrustação de chumbo no cano. Além disso, ajudava a selar os gases atrás do projétil, limitando o vazamento. Nesse caso, o lubrificante era então aplicado nas buchas ou "patches" (pequenos pedaços de tecido ou couro fino lubrificados com sebo ou cera de abelha), com o objetivo de obter uma vedação mais efetiva dos gases no cano, e consequentemente, uma maior precisão do tiro.
Armas de antecarga, desde os primeiros mosquetes de pederneira dos anos 1400 até o advento dos cartuchos na década de 1860, usavam lubrificantes principalmente para dois objetivos:
- Proteger as superfícies de metal da ferrugem
- Lubrificar as buchas de tecido usadas ao redor das balas esféricas de chumbo

Durante o período das armas de antecarga, os dois tipos de lubrificantes mais utilizados, eram o azeite e gordura animal transformada em sebo, sendo esse último considerado o mais eficaz, por ter um comportamento semelhante à graxa, repelindo bem a umidade. Banha e ceras como cera de abelha, cera japonesa e parafina eram outras alternativas usadas.
No início do século XIX um conceito já conhecido desde a época das flechas, o de estabilizar os projéteis fazendo com que eles girassem sobre o próprio eixo durante o voo, dando-lhes maior precisão e alcance, foi implementado nas armas de fogo, com o processo conhecido como estriamento, foi quando surgiu o mosquete estriado, chamado de "rifle" na língua inglesa. No entanto, a relativa imprecisão e o curto alcance do mosquete não foram considerados significativos no campo de batalha, porque a fumaça da pólvora negra usada na época obscurecia rapidamente o campo de batalha e tornou o longo alcance do rifle inútil, especialmente à medida que a batalha avançava.
Quando surgiram as balas cônicas, como a "Minié ball" em meados do século XIX, o sebo, com sua longevidade e capacidade de permanecer onde era colocado, o tornou ideal para esse novo tipo de bala, que não usava bucha, e possuiam ranhuras para que o lubrificante fosse depositado.
As balas mais modernas, são fornecidas com um ou mais sulcos de graxa, e quando as balas são assentadas no estojo, os sulcos ficam cobertos por ele e, portanto, a graxa de lubrificação fica protegida. No caso de cartuchos em que o calibre da bala e o diâmetro externo do estojo sejam iguais, a parte da bala inserida no estojo deve corresponder ao diâmetro interno deste. A gordura seria queimada assim que ocorresse o disparo, portanto, ineficaz. Com essas balas, a ranhura da graxa deve ser fixada na "cabeça" (ou "ogiva") da bala sem proteção. Uma outra solução é usar cera em vez de gordura à medida que ela endurece. No entanto, ambas as soluções funcionam apenas por um curto período de tempo, pois tanto a camada de gordura quanto a de cera desaparecem com o tempo devido à abrasão.

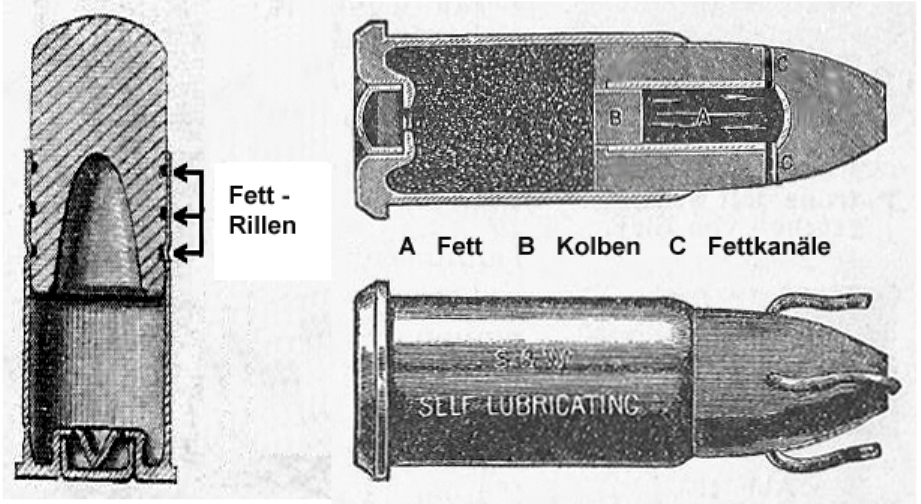
O cartucho com lubrificação da bala interna.

## Lubrificação interna
Outra solução para o problema foi desenvolvida pela Smith & Wesson no início do século XX, a "S&W self-lubricating bullet".
Aqui, a bala contém um cilindro cheio de graxa em um orifício na parte traseira. Quando o tiro é disparado, a pressão dos gases de combustão empurra a graxa para a frente por meio de um pistão e a pressiona, através de canais na bala, para o interior do cano.

## Lubrificante
O processo de lubrificação da bala com seus sulcos específicos para isso, permanece essencialmente o mesmo desde a época das "Minié ball"; o que vem evoluindo constantemente é o desenho dos sulcos das balas e os lubrificantes em si, sendo que o que se destaca entre os lubrificantes naturais, é a cera de carnaúba que derrete a temperaturas bem mais altas que a cera de abelha; e entre os lubrificantes sintéticos, aqueles a base de lítio, como o "Alox 2138-F" e aqueles a base de poliglicóis. Hoje, grafite, dissulfeto de molibdênio e teflon também são usados.

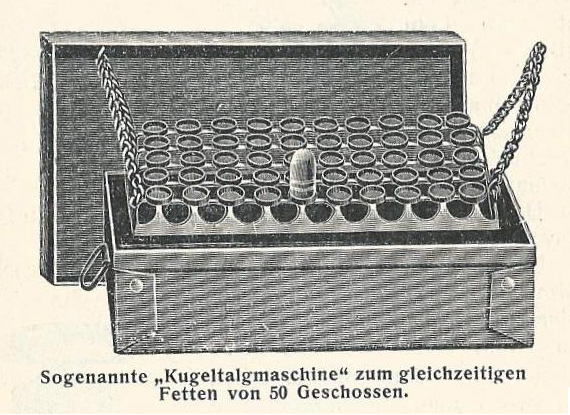
A "máquina" de lubrificação de balas de Gerhard Bock.

## A "máquina" de lubrificação
No início de 1900, Gerhard Bock, um atirador de pistola esportiva de Charlottenburg, descreveu uma "máquina"
com a qual balas de chumbo em 50 pequenas tigelas podem ser mergulhadas em sebo líquido no livro de bolso
"Moderne Faustfeuerwaffen und ihr Gebrauch" (algo como "Armas de mão modernas e seu uso"), publicado por ele.
As pequenas tigelas fechadas no fundo garantiam que a base das balas permanecesse livre de sebo depois que
ele se solidificasse.